# Rozdroże pod Sulicą
Rozdroże pod Sulicą (920 m n.p.m.)  – węzeł ścieżek w Karkonoszach.
Skrzyżowanie dróg z Rozdroża Kowarskiego na Przełęcz Okraj z miasta Kowary do Białego Strumienia położone na zboczu Sulicy. Na rozdrożu postawiony jest schron przeciwdeszczowy z miejscem odpoczynku.

## Szlaki turystyczne
Biegną tędy szlaki tyrystyczne:
- zielony: Rozdroże Kowarskie - Przełęcz Okraj
- żółty: Przełęcz Kowarska - Przełęcz Okraj[1].